# Kanako Momota
Kanako Momota (百田夏菜子), née le 12 juillet 1994 est une chanteuse et idole japonaise, connue pour être actuellement membre leader du groupe féminin japonais Momoiro Clover Z.

## Présentation
Kanako est née en 1994 dans la préfecture de Shizuoka et mesure actuellement 1,55 mètre. Son groupe sanguin est AB. Sa couleur attribuée et dominante, au sein du groupe, est le rouge,,.

## Biographie
Au printemps 2008, Kanako devient l'une des membres originales du groupe Momoiro Clover (plus tard renommé Momoiro Clover Z). Elle devient par la suite actrice en jouant dans quelques films et téléfilms, voire dans des documentaires.
En novembre 2008, elle remplace sa collègue et amie Reni Takagi (d'un an son aînée) comme le leader du groupe. En mars 2011, il est annoncé que Momota apparaîtrait dans la série de cosplay de la photographe Mika Ninagawa, pour le magazine de mode Zipper.

## Discographie

### Avec Momoiro Clover Z
Albums
1. 27 juillet 2011 : Battle and Romance
2. 10 avril 2013 : 5th Dimension
3. 5 juin 2013 : Iriguchi no Nai Deguchi
4. 17 février 2016 : Amaranthus
5. 17 février 2016 : Hakkin no Yoake

Singles
1. 5 août 2009 : Momoiro Punch (Momoiro Clover)
2. 11 novembre 2009 : Mirai e Susume! (Momoiro Clover)
3. 5 mai 2010 : Ikuze! Kaitō Shōjo (Momoiro Clover)
4. 10 novembre 2010 : Pinky Jones (Momoiro Clover)
5. 9 mars 2011 : Mirai Bowl / Chai Maxx (Momoiro Clover)
6. 6 juillet 2011 : Z Densetsu ~Owarinaki Kakumei~
7. 6 juillet 2011 : D' no Junjō
8. 23 novembre 2011 : Rōdō Sanka
9. 7 mars 2012 : Mōretsu Uchū Kōkyōkyoku Dai Nana Gakushō "Mugen no Ai"
10. 27 juin 2012 : Otome Sensō
11. 21 novembre 2012 : Saraba, Itoshiki Kanashimitachi yo
12. 6 novembre 2013 : Gounn
13. 8 mai 2014 : Naitemo Iin da yo
14. 30 juillet 2014 : Moon Pride
15. 11 mars 2015 : Seishunfu
16. 29 avril 2015 : "Z" no Chikai
17. 7 septembre 2016 : The Golden History
18. 2 août 2017 : Blast!

## Filmographie

### Films
1. 2003 - Ninifuni
2. 2010 - Shirome
3. 2012 - The 63rd Annual NHK kōhaku uta gassen (Téléfilm)
4. 2013 - Spotlight

### Télévision
1. 2004 - Nippon kikō - (Documentaire télé)
2. 2010 - Onryuumon
3. 2012 - Jōnetsu tairiku - (Documentaire télé)
4. 2013 - Tetsuko's Room
5. 2013 - Momo Kuro Chan
6. 2013 - Hajimete no otsukai - (Documentaire télé)

## Musiques vidéos
1. 2008 - little by little - Pray
2. 2008 - BOURBONZ - autumm
3. 2008 - ORESKABAND - Kimi Stripe
4. 2008 - BOURBONZ - Yukiguni
5. 2009 - BOURBONZ - Kizuna